# کوکر برشل
 کوکر برشل (نام علمی: Pterocles burchelli) نام یک گونه از سرده کوکر است.